# Saidin
Saidin is in de vijftiendelige fantasyserie Het Rad des Tijds, geschreven door Robert Jordan, de mannelijke helft van de Ene Kracht.
Binnen de Ene Kracht zijn er vijf stromingen: Lucht, Water, Aarde, Vuur en Geest.
Saidin en daarmee de mannelijke Aes Sedai - toen zij nog bestonden in de Eeuw der Legenden - is beter in Aarde en Vuur, terwijl de vrouwelijke helft Saidar beter is in Lucht en Water, Geest is in beide helften gelijk.

## De smet op Saidin
Aan het einde van de Oorlog van de Schaduw deden de Draak en de mannelijke Aes Sedai, Lews Therin, en diens 100 volgelingen - Honderd Gezellen - samen met 10.000 krijgslieden een aanval op de Bres, waarbij de 13 Verzakers en de Duistere werden gekerkerd.
De tegenaanval van de Duistere wierp echter een smet op Saidin, de mannelijke helft van de Ene Kracht, waardoor elke man die de Ene Kracht Geleidt krankzinnig werd en de controle over Saidin verloor.
Dit leidde tot het rampzalige Breken van de Wereld of de Tijd van Waanzin.

## De zuivering
Nadat de laatste mannelijke Aes Sedai stierf zorgde de nu geheel vrouwelijke Witte Toren ervoor dat de Rode Ajah elke mannelijke Geleider in de Witte Toren stilde.
Rhand Altor, De Herrezen Draak, kon ook Geleiden, en aan het einde van het negende deel (Hart van de Winter) zuiverde hij samen met Nynaeve Almaeren Saidin van de smet van de Duistere.